# Birthday Eve
「Birthday Eve」（バースデイ イブ）は、倖田來未の楽曲である。2005年12月14日にrhythm zoneより20枚目のシングルとしてリリース。

## 解説
12週連続シングルリリースの第2弾で、5万枚完全限定生産作品。ジャケットイメージはアメリカをイメージしたものとなっている。

## 収録曲
（作詞：Kumi Koda / 作曲：Kensuke Morimoto / 編曲：Toru Watanabe）
1. Birthday Eve [4:31]
2. Birthday Eve (instrumental) [4:31]

## タイアップ
- NTTドコモ東海CMソング (#1)

## 収録アルバム
- Birthday Eve
  - 『BEST 〜second session〜』
  - 『BEST 〜2000-2020〜』(ファンクラブ限定盤)

## 収録ライブ映像
- Birthday Eve
  - 『KODA KUMI LIVE TOUR 2006-2007 〜second session〜』
  - 『Koda Kumi 15th Anniversary First Class 2nd LIMITED LIVE at STUDIO COAST』(WALK OF MY LIFE、ファンクラブ限定盤)
  - 『KODA KUMI 15th Anniversary LIVE The Artist』(メドレー)